# Opus 5 (Kvandal)
De opus 5 van Johan Kvandal is een verzamelmap van composities van deze Noorse componist. Er lijkt geen verband te zitten tussen de vier afzonderlijke werken en ook de jaren van voltooiing verschillen aanmerkelijk.
- opus 5.1; Rondo grazioso werd geschreven voor piano in 1942 en is het enige uit deze serie die ooit op de plaat is vastgelegd en wel door Audun Kayser voor Vest-Norsk Plateselskap. Het werk duurt 4:30.
- opus 5.2: Tre norske folketoner (drie Noorse volksliedjes), werden ook geschreven voor piano solo, echter in 1948, en zijn arrangementen van volkswijsjes: 
  - Lokk fra Lom (Herdersroep)
  - Sjung amen! (Zing amen)
  - Då e` va liti (Toen ik klein was)
- opus 5.3: Toccata, wijkt af, omdat het geschreven is voor kerkorgel of piano (voltooid in 1958)
- opus 5.4-5.7: Fire lyriske stykker for piano, bestaande uit een Intermezzo 1, Intermezzo 2, Capriccio en een Scherzino, geschreven in 1942 en 1946